# 伯寧布什 (喬治亞州)
伯寧布什（英語：Burning Bush）是位於美國喬治亞州卡圖薩縣的一個非建制地區。該地的面積和人口皆未知。

## 地理
伯寧布什的座標為34°53′55″N 85°12′53″W / 34.89861°N 85.21472°W，而該地的平均海拔高度為224米（即735英尺）。